# Rosenbergia samuelsoni
Rosenbergia samuelsoni là một loài bọ cánh cứng trong họ Cerambycidae.